# 豊竹八重太夫
豊竹 八重太夫（とよたけ やえたゆう）は、義太夫節の太夫。

## 初代
後の2代目豊竹此太夫。

## 2代目
（延享元年（1744年） - 寛政5年10月29日（1793年12月2日））
大坂の生まれ、初代八重太夫（後の2代目此太夫）の門弟。初名を八蘇太夫。1762年の大坂豊竹座で初出座。1765年に2代目八重太夫を襲名。チャリ場に秀でた。
通称を「和泉屋平兵衛」。

## 3代目
（生年不詳 - 寛政7年4月2日（1795年5月20日））
大坂の生まれ、2代目八重太夫の養子。1763年豊竹座が初舞台。佐渡太夫、2代目豊竹湊太夫を経て1794年に3代目八重太夫を襲名。翌年没。
通称を「松阪屋伊八郎」。

## 別の八重太夫（一説には3代目とも4代目とも）
（生年不詳 - 文政4年8月10日（1821年9月6日）、※8月3日とも））
大坂の生まれ、初代豊竹磯太夫の門弟。3代目八重太夫（後の2代目麓太夫）の養子。
八尾太夫、2代目磯太夫を経て1代限りで八重太夫を襲名。（代数を振らなかったり、3代目、4代目とも）
通称を「近江屋孫兵衛」。

## 4代目
（生没年不詳）
初代豊竹麓太夫の門弟の豊竹橘太夫が1822年に3代目八重太夫を襲名。
通称を「有馬屋豊蔵」。

## 5代目
後の3代目豊竹麓太夫。

## 6代目
（生没年不詳）
大坂の生まれ、3代目竹本長門太夫の門弟から5代目八重太夫（後の5代目麓太夫）の門弟。1841年に豊竹八百太夫を名乗り同年初出座。3代目磯太夫を経て5代目八重太夫死後、1860年（または1861年）頃に6代目八重太夫を襲名。
通称を「又吉」。

## 7代目
（天保13年（1842年） - 明治42年（1909年）8月25日）本名は萩野辰治郎。
5代目八重太夫（後の5代目麓太夫）の門弟。豊竹津磨太夫、常磐太夫を経て慶応年間に7代目八重太夫を襲名。